# Elektromagnetische Umweltverträglichkeit
Elektromagnetische Umweltverträglichkeit (auch Elektromagnetische Verträglichkeit zur Umwelt, EMVU) bezeichnet die Verträglichkeit der Immissionen elektromagnetischer Felder (EMF) auf die Umwelt, insbesondere den Menschen und legt Grenzwerte zur Gewährleistung der Sicherheit und Verhinderung möglicher gesundheitlicher Schäden fest.
Der in diesem Bereich genutzte umgangssprachliche Begriff Elektrosmog ist ein nicht wissenschaftlich genutzter Ausdruck für einen Teil an elektrischen, magnetischen und elektromagnetischen Feldern, von denen angenommen wird, dass sie unerwünschte biologische Wirkungen haben könnten.

## Abgrenzung
Elektromagnetische Wellen haben Einfluss auch auf technische Geräte. Die EMVU ist nicht mit der elektromagnetischen Verträglichkeit (EMV) zu verwechseln, welche ein zentrales Thema in der Elektrotechnik ist. Dort werden die Wechselwirkungen zwischen Geräten behandelt.

## Ursachen
Elektrische und magnetische Felder entstehen aufgrund einer Potentialdifferenz (elektrische Spannung und magnetische Spannung) oder einer Ladungsdifferenz (elektrische Ladung) zwischen zwei Orten. Man unterscheidet
- elektrische Felder (elektrisches Wechselfeld und elektrostatisches Feld).
- magnetische Felder (magnetisches Wechselfeld und magnetisches Gleichfeld) und
- elektromagnetische Felder bzw. Elektromagnetische Wellen

Elektrische Felder werden durch Potentialdifferenzen in Luft verursacht und treten beispielsweise unter Oberleitungen elektrischer Bahnen oder unter Hochspannungsleitungen auf.
Magnetische Gleich- und Wechselfelder werden durch Stromfluss in elektrischen Leitern verursacht (Elektrodynamik), die umso stärker sind, je weiter Leiter und Rückleiter voneinander entfernt sind und je höher die Ströme sind. Ein typisches Beispiel sind Ströme im Oberleitungsdraht und Rückströme in den Gleisen elektrischer Bahnen, wobei die Magnetfeldstärke bei Bahnen umso höher ist, je mehr Fahrzeuge im Streckenabschnitt fahren oder beschleunigen (höhere Stromaufnahme) und Strom verbrauchen. Auch Hochspannungs-Freileitungen, die zwangsläufig weit voneinander entfernte Leiterseile haben, verursachen in ihrer Nähe elektrische und magnetische Felder.
In der Industrie treten wesentlich höhere magnetische Wechselfelder zum Beispiel bei der Induktiven Erwärmung, dem Widerstandsschweißen, dem Lichtbogenschweißen oder der Magnetumformung auf. Sehr hohe magnetische Gleichfelder herrschen in und um Kernspintomografen.
Installations- und Erdkabel erzeugen hingegen nur geringe elektrische und magnetische Felder.
Elektromagnetische Wellen im Freiraum entstehen beabsichtigt insbesondere durch Sendeanlagen. Dazu gehören unter anderem Rundfunksender, Radaranlagen, Mobilfunk, WLAN, Bluetooth und schnurlose Telefone, Babyphone, Near Field Communication.
Unbeabsichtigte Freisetzungen elektromagnetischer Wellen entstehen beispielsweise durch die Leckstrahlung von Mikrowellenherden, bei elektrischen Schaltvorgängen im Stromnetz oder durch Störemissionen elektronischer Geräte.
Elektrotechnische Anlagen und Geräte sowie deren Zuleitungen verursachen in der näheren Umgebung elektrische, magnetische oder hochfrequente elektromagnetische Felder, z. B. Stromrichter, Transformatoren, Elektromotoren, Generatoren.
Viele Haushaltgeräte erzeugen besonders magnetische Wechselfelder: Heizkissen, Aquariumpumpen, Radiowecker, Kompaktleuchtstofflampen, Leuchtstofflampen, elektrische Fußbodenheizungen, beheizbare Wasserbetten, Küchenelektrogeräte, Bügelmaschinen, Nähmaschinen, Kochplatten, Induktionsherde und viele andere mehr.
Auch Ausgleichsströme auf Datenkabeln, Schutzleitern und Gas-, Wasser-, Fernwärme-, Heizungsrohren können magnetische Felder erzeugen.

## Wirkungen
Ausgehend von der Definition der elektrischen Feldstärke (sie beschreibt die Fähigkeit des elektrischen Feldes, Kraft auf Ladungen auszuüben) werden überall, wo ein elektrisches Feld nachweisbar ist, Kräfte auf Ladungen ausgeübt. Wesentlich dabei ist, ob es auch zu Wirkungen auf lebendes Gewebe kommt.
Elektromagnetische Felder werden seit dem Jahr 1764 in der Medizin verwendet, hauptsächlich zur Erwärmung und Durchblutungssteigerung, damit verbunden zur Verbesserung der Wund- und Knochenheilung, aber auch mittlerweile als Skalpellersatz in der HF-Chirurgie zur Durchtrennung von Gewebe oder bei der Verödung von Arrhythmiezentren im Herzen (Hochfrequenzablation). Intensiv erforscht und in der Medizin therapeutisch genutzt ist vor allem die im Folgenden erläuterte thermische Wirkung hochfrequenter elektromagnetischer Wechselfelder.
Niederfrequente elektrische Felder dringen kaum in einen leitfähigen Körper ein, sondern enden zufolge der Influenz an dessen Oberfläche, beispielsweise auch an der Oberfläche des menschlichen Körpers, von Pflanzen oder Gebäuden. Feldstärken ab etwa 1 kV/m können von empfindlichen Menschen als harmloses Kribbeln oder Vibrieren der Haare wahrgenommen werden, im Körper bleibt die Feldstärke dabei jedoch weit unterhalb der Schwelle von 2 V/m, ab der Gesundheitsschäden auftreten können. Niederfrequente magnetische Felder durchdringen hingegen Gebäude und auch den Körper. Hochfrequente elektrische Felder erzeugen einen Verschiebungsstrom, der in den Körper eindringt und vorwiegend in den oberen Hautschichten als Leitungsstrom über die Blutgefäße und Blutbahnen fließt.

### Thermische Wirkung
Der Wärmeeintrag der elektromagnetischen Welle in Gewebe erfolgt durch dielektrische Erwärmung und Wirbelströme und führt zu einer Dämpfung. Es kommt zu einer Eiweißzersetzung, wenn die Temperatur einen Grenzwert von etwa 40 °C überschreitet. Manche Zelltypen und Gewebe sind stärker empfindlich gegenüber Temperaturänderungen. Gewebe mit starker Zellteilung wie Knochenmark, Darmepithel und embryonales Gewebe enthalten hochsensible Zelltypen, Muskulatur und Nervengewebe sind vergleichsweise resistenter.
Elektromagnetische Wellen mit Wellenlängen über etwa 0,5 µm übertragen zu wenig Energie, um chemisch stabile Molekülbindungen aufzubrechen, können jedoch Wasserstoffbrückenbindungen in Wasser und in Biomolekülen stören und dadurch die Denaturierung und Inaktivierung von Biomolekülen auslösen. Ebenso können über Polarisationseffekte die Ladungen vorhandener Radikale (Moleküle mit reaktionsfreudigen Elektronen) umgeordnet werden, wodurch sich neue Reaktionsprodukte ergeben können.
Der Wärmeeintrag in biologisches Gewebe hängt von zahlreichen Faktoren ab:
- Leistungsflussdichte der elektromagnetischen Wellen am Ort der exponierten Person, beeinflusst durch
  - Leistung und Richtcharakteristik der Strahlungsquelle
  - Absorption, Reflexion, Beugung und Streuung der Strahlen zwischen Strahlungsquelle und Strahlungsempfänger
  - Abstand
  - Einwirkdauer
- Im Körper[10] von
  - Resonanzfrequenzen der Moleküle (Schwingungsanregung von Molekülen mit Dipolmomenten, Anregung zur Rotation)
  - Körperabmessungen im Bezug zu den Wellenlängen in Verbindung mit der Ausrichtung des Körpers im Feld
  - elektrische Leitfähigkeit der Gewebe
  - Wassergehalt der Gewebe
  - auftretende Absorptionsspitzen durch im Körper stattfindende Reflexion, Beugung oder Streuung
  - Empfindlichkeit des Gewebes, Wärmeabführung (Wärmeleitfähigkeit, Konvektion, Blutstrom), Wärmekapazität[10]

Anlagen, in denen die Grenzwerte überschritten werden, sind abgeschirmt (etwa Mikrowellenherde) oder vor Zutritt geschützt (Sendeanlagen).
Bemerkenswert ist der Frey-Effekt, ein Phänomen, das in der Nähe von Impulsradar-Anlagen auftritt: Dabei nimmt eine Person, welche sich in unmittelbarer Nähe zur Antenne im Sendestrahl befindet, scheinbare Klicklaute wahr, die den Radarpulsen entsprechen. Der Frey-Effekt gilt als ein wissenschaftlich allgemein anerkanntes Phänomen, ausgelöst in der Hörschnecke im Innenohr, ohne pathologische Bedeutung.

### Nichtthermische Wirkungen
Bei nichtthermischen Wirkungen wird unterschieden zwischen athermischen (also nicht thermischen) Wirkungen, die bei größeren Strahlungsintensitäten auftreten, obwohl eine relevante Erwärmung durch Kühlung verhindert wurde, und solchen, die bei geringen Strahlungsstärken auftreten, die an sich keine relevanten Temperaturerhöhungen verursachen. Nichtthermische Wirkungen treten nicht im gesamten Hochfrequenzbereich auf, sondern nur bei spezifischen Resonanzfrequenzen, Strahlenstärken und zeitlichem Verlauf der Strahlung.
Laut einem Bericht im Auftrag des Schweizer Bundesamts für Umwelt besteht „ausreichende Evidenz“ für einen nicht-thermischen Effekt der Hochfrequenzstrahlung für Auswirkungen auf die menschlichen Hirnströme. Im Jahr 2018 wurden die Ergebnisse einer langjährigen US-amerikanischen Behördenstudie veröffentlicht, wonach im Tierversuch die bei 2G- und 3G-Mobiltelefonen übliche Hochfrequenzstrahlung und bei über den Grenzwerten für den normalen Anwendungsfall liegenden Feldstärke Tumore auslösen kann. In dieser Studie wurden die Auswirkungen von Ganzkörperstrahlung im Radiofrequenzbereich auf Ratten und Mäuse untersucht. Dabei wurde beobachtet, dass männliche Ratten an durch die Strahlung verursachten krebsartigen Herztumoren erkrankten. Zudem gibt es schwache Beweise für die Bildung von Hirn- und Nebennierentumoren in männlichen Ratten. Diese Beobachtungen konnten allerdings sowohl bei weiblichen Ratten als auch bei männlichen und weiblichen Mäusen nicht eindeutig bestätigt werden. Auch lässt die Studie keinen Rückschluss auf die reguläre Anwendung von Mobiltelefonen zu, da bei der Studie über den zulässigen Grenzwerten liegende Feldstärken eingesetzt wurden und bei Mobilfunkanwendung keine einheitliche Ganzkörperbestrahlung, sondern eine punktuell höhere Feldstärke im Bereich des Mobilfunkgeräts auftritt. Bei Mäusen wurden jedoch auch unterhalb geltender Grenzwerte tumorpromovierende Effekte reproduzierbar festgestellt.
Nach Auswertung des damaligen Standes der Forschung stufte die Internationale Agentur für Krebsforschung der WHO 2011 hochfrequente elektromagnetische Felder als possibly carcinogenic to humans (möglicherweise karzinogen für Menschen) ein. Neuere und umfangreichere Untersuchungen sehen dagegen kein erhöhtes Krebsrisiko bei selbst intensiver Nutzung von Mobiltelefonen. Auch in der Nähe liegende Rundfunkantennen und Mobilfunksendemasten erhöhen ebenfalls nicht die Wahrscheinlichkeit, an Krebs zu erkranken.

## Rechtliche Grundlagen
Seit der Verabschiedung der Verordnung über elektromagnetische Felder (26. BImSchV) vom 16. Dezember 1996 unterliegt dieses Fachgebiet in Deutschland einer gesetzlichen Regelung. Die Einhaltung der entsprechenden Grenzwerte ist vom Anlagenbetreiber bei der Umweltbehörde vor Inbetriebnahme nachzuweisen.
Auf europäischer Ebene gibt es die Empfehlung des Rates vom 12. Juli 1999 zur Begrenzung der Exposition der Bevölkerung gegenüber elektromagnetischen Feldern (0 Hz bis 300 GHz) (1999/519/EG). Darin werden im Teil A die einschlägigen physikalischen Größen im Zusammenhang mit der EMF-Exposition definiert. In Teil B der Empfehlung werden die Unterscheidungen der folgend verwendeten Basisgrenzwerte und Bezugswerte erläutert. Der Anhang stellt die empfohlenen Basisgrenzwerte und Bezugswerte dar.
Die Richtlinie 2013/35/EU über den Schutz vor der Gefährdung durch elektromagnetische Felder regelt den Schutz von Arbeitnehmern vor der Gefährdung durch elektromagnetische Felder. Diese Richtlinie wurde umgesetzt durch die Verordnung zum Schutz der Beschäftigten vor Gefährdungen durch elektromagnetische Felder (Arbeitsschutzverordnung zu elektromagnetischen Feldern – EMFV).

## Grenzwerte

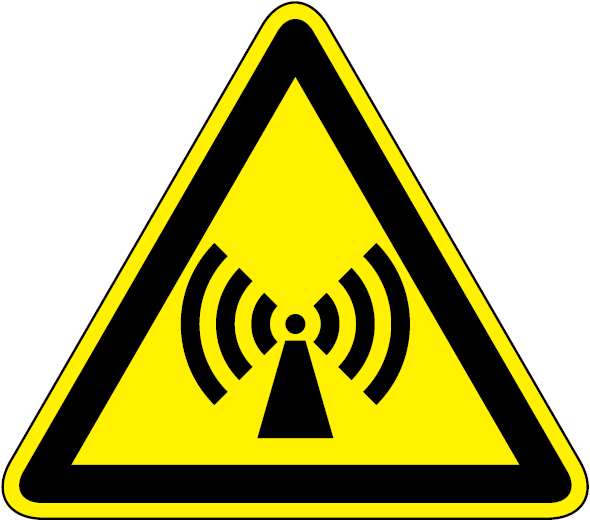
Warnsymbol vor nichtionisierender Strahlung

In Deutschland soll der Schutz der Bevölkerung vor elektromagnetischen Feldern und Strahlung durch frequenzabhängige Grenzwerte mit der 26. Verordnung zur Durchführung des Bundes-Immissionsschutzgesetzes geregelt werden. Diese Verordnung gilt für ortsfeste Anlagen. Für mobile Geräte gilt das FTEG i. V. m. mit der harmonisierten Norm DIN EN 50360 und dem Anhang II der Ratsempfehlung 1999/519/EG. Für EM-Felder am Arbeitsplatz gibt es zusätzlich die berufsgenossenschaftliche Unfallverhütungsvorschrift DGUV Vorschrift 15 (ehem. BGV B11). All diese Normen beruhen auf Empfehlungen der Internationalen Kommission für den Schutz vor nichtionisierender Strahlung (ICNIRP), eines die Weltgesundheitsorganisation beratenden Sachverständigengremiums.
Die Verordnung über elektromagnetische Felder erfasst zwei Frequenzbereiche:
1. Hochfrequenz: ortsfeste Sendefunkanlagen mit einer Sendeleistung von 10 W EIRP (äquivalente isotrope Strahlungsleistung) oder mehr, die elektromagnetische Felder im Frequenzbereich von 10 MHz bis 300 GHz erzeugen,
2. Niederfrequenz: ortsfeste Anlagen zur Umspannung und Fortleitung von Elektrizität:
a) Freileitungen und Erdkabel mit einer Netzfrequenz von 50 Hz und einer Spannung von 1 kV oder mehr,
b) Bahnstromfern- und Bahnstromoberleitungen einschließlich der Umspann- und Schaltanlagen mit einer Frequenz von 16,7 Hz oder 50 Hz,
c) Elektroumspannanlagen einschließlich der Schaltfelder mit einer Frequenz von 50 Hz und einer Oberspannung von 1 kV oder mehr.

In der 26. BImSchV sind damit für den Niederfrequenzbereich nur für zwei technische genutzte Frequenzen (50-Hz-Energienetz und Bahnstromversorgung) Grenzwerte angegeben. Diese gelten für alle Bereiche, in denen sich Menschen dauerhaft aufhalten.
Für andere Frequenzen im Frequenzbereich bis 300 GHz hat die ICNIRP Empfehlungen herausgegeben (ICNIRP guidelines 1998), die für den allgemein öffentlichen Bereich in die Empfehlung 1999/519/EG und für den Bereich von Arbeitsplätzen in die Richtlinie 2004/40/EG (ersetzt durch Richtlinie 2013/35/EU) übernommen wurden. Für den privaten Bereich gelten damit keine Grenzwerte. Für den Geltungsbereich der EU-Verordnung gelten bis 100 kHz lediglich Grenzwerte für Wärmewirkungen nach dem Ohmschen Gesetz. Erst ab 100 kHz sind SAR-Werte festgelegt.

### Grenzwerte für Hochfrequenzanlagen

Grenzwerte E- und H-Feld nach 26. BImSchV

Grenzwerte E- und H-Feld bis 300 GHz, ICNIRP (1998)

Die Verordnung über elektromagnetische Felder gibt folgende Grenzwerte an:
Effektivwert der Feldstärke, quadratisch gemittelt über Sechs-Minuten-Intervalle (Frequenz f in MHz einsetzen)
| Frequenz f (MHz) | elektrische Feldstärke E (V/m)     | magnetische Feldstärke H (A/m)      |
| ---------------- | ---------------------------------- | ----------------------------------- |
| 10–400           | 27,5                               | 0,073                               |
| 400–2.000        | {\displaystyle 1{,}375{\sqrt {f}}} | {\displaystyle 0{,}0037{\sqrt {f}}} |
| 2.000–300.000    | 61                                 | 0,16                                |

Repräsentative Werte von Quellen hochfrequenter Strahlung werden vom Bundesamt für Strahlenschutz wie folgt angegeben:
| Quelle                                              | Elektrische Feldstärke (V/m)  | Elektrische Feldstärke (V/m)  |
| --------------------------------------------------- | ----------------------------- | ----------------------------- |
| Rundfunksender Mittelwelle 1,4 MHz, 1,8 MW Leistung | 450 V/m im Abstand von 50 m   | 90 V/m im Abstand von 300 m   |
| Rundfunksender Kurzwelle 6–10 MHz, 750 kW Leistung  | 121,5 V/m im Abstand von 50 m | 27,5 V/m im Abstand von 220 m |

### Grenzwerte für Niederfrequenzanlagen
Effektivwerte der elektrischen Feldstärke und der magnetischen Flussdichte nach der Verordnung über elektromagnetische Felder:
| Frequenz f (Hz) | Elektrische Feldstärke E (kV/m) | Magnetische Flussdichte B (µT) |
| --------------- | ------------------------------- | ------------------------------ |
| 50-Hz-Felder    | 5                               | 200                            |
| 16,7-Hz-Felder  | 5                               | 300                            |

Repräsentative Werte magnetischer Flussdichten von Haushaltsgeräten werden vom Bundesamt für Strahlenschutz wie folgt angegeben:
Die Werte gelten für einen Messabstand von 30 Zentimetern.
| Gerät            | Magnetische Flussdichte (µT) |                | Gerät       | Magnetische Flussdichte (µT) |
| ---------------- | ---------------------------- | -------------- | ----------- | ---------------------------- |
| Haarföhn         | 0,01 – 7                     | Waschmaschine  | 0,15 – 3    |                              |
| Rasierapparat    | 0,08 – 9                     | Bügeleisen     | 0,12 – 0,3  |                              |
| Bohrmaschine     | 2 – 3,5                      | Geschirrspüler | 0,6 – 3     |                              |
| Staubsauger      | 2 – 20                       | Kühlschrank    | 0,01 – 0,25 |                              |
| Leuchtstofflampe | 0,5 – 2                      | Computer       | < 0,01      |                              |
| Mikrowellengerät | 4 – 8                        | Fernsehgerät   | 0,04 – 2    |                              |
| Radio (tragbar)  | 1                            | Küchenherd     | 0,15 – 0,5  |                              |

#### Grenzwerte für Mittelfrequenzanlagen
Bisher wird der Frequenzbereich zwischen 50 Hz und 10 MHz nicht von der aktuellen 26. BImSchV oder einer gültigen Europäischen Regelung erfasst. Niederfrequente und mittelfrequente elektromagnetische Felder oberhalb von 50 Hz sind allgegenwärtig (Atmosphärische Störungen).
Die Empfehlung der ICNIRP gilt für alle technisch nutzbaren Frequenzen. Die 26. BImSchV in der aktuellen Fassung von 1996 nennt den Bereich zwischen der Netzfrequenz von 50 Hz und der Untergrenze für Hochfrequenz bei 10 MHz nicht. Für den unteren Frequenzbereich unter 10 MHz sind die technischen Regeln der elektromagnetischen Verträglichkeit einzuhalten.

### Herkunft der Grenzwerte
Bevor Grenzwerte definiert und in Verordnungen erlassen werden, gibt es Empfehlungen, beispielsweise von der ICNIRP. Die aktuelle Empfehlung der ICNIRP gilt für elektromagnetische Felder von 0 Hz bis 300 GHz.
In der Empfehlung wird generell auf das ohmsche Gesetz in vektorieller Form verwiesen, das die Umsetzung elektromagnetischer Felder in Gewebe an deren skalarer Leitfähigkeit orientiert. Die technischen Grenzwerte für Feldstärken sind daher rechnerisch von Basisgrenzwerten abgeleitet. Diese Basisgrenzwerte beziehen sich auf die Erregung von elektrischen Strömen im Körper (Beeinflussung der Nerventätigkeit) und auf die maximal zulässige Erwärmung einzelner Körperregionen. Die Erregung elektrischer Ströme im Körper, ein nichtthermischer Effekt, tritt bei Frequenzen von 0 Hz bis 10 MHz auf. Bei höheren Frequenzen ist der menschliche Körper durch den hohen Wassergehalt ein schlechter Leiter. Die Wärmewirkung ist bedeutsam bei Frequenzen oberhalb von 100 kHz. Dissoziative (trennende) Strahlung, die Gewebe durch Zersetzung der Strukturen und Zerlegung von Molekülen unmittelbar zerstört, wird bei höheren Frequenzen wirksam.
Während Ströme und Temperaturerhöhung im lebenden Körper nicht direkt messbar sind, handelt es sich bei den abgeleiteten Grenzwerten um direkt messbare Feldgrößen. Bei Einhaltung der abgeleiteten Grenzwerte ist sichergestellt, dass auch die Basisgrenzwerte eingehalten werden. Abhängig von der Frequenz führt ein äußeres Feld einer bestimmten Stärke zu unterschiedlich starken Effekten im Körper. Deshalb sind auch die abgeleiteten Grenzwerte frequenzabhängig. Beispielsweise muss die Feldstärke von Mobilfunk-Sendeanlagen der Frequenz 935 MHz  unter 42,0 V/m (bzw. 0,11 A/m oder 4,76 W/m²) bleiben. Für einen UKW-Rundfunksender (zwischen 87,5 MHz und 108 MHz) gilt ein Grenzwert von 28 V/m.
Zur Abschätzung der nötigen Sicherheitsabstände in der Nähe von Sendeanlagen und zur Einhaltung der zulässigen Grenzwerte gibt es Empfehlungen, beispielsweise von der Federal Communications Commission (FCC). Zusätzlich existieren für praktische Abschätzung Berechnungsprogramme, welche unter anderem von Funkamateuren verwendet werden.
Die Einhaltung der gesetzlichen Grenzwerte wird von den zuständigen Behörden, in Deutschland von den Immissionsschutzbehörden der Länder und von der Bundesnetzagentur für Elektrizität, Gas, Telekommunikation, Post und Eisenbahnen, überwacht. Die Einhaltung der technischen Grenzwerte muss durch die Hersteller und Betreiber der technischen Einrichtungen eigenverantwortlich sichergestellt werden. Für alle technischen Geräte, auch für Haushaltsgeräte wie z. B. Mikrowellenöfen und Mobiltelefone gelten dazu in Produktnormen festgelegte Grenzwerte bezüglich der abgestrahlten Feldstärken oder Leistungsdichten.

### Schweizer Grenzwerte
In der Schweiz existiert seit 2000 die Verordnung über den Schutz vor nichtionisierender Strahlung (NISV), welche die Immissionen begrenzt. Demnach gelten überall, wo sich Menschen aufhalten können, die von der ICNIRP empfohlenen Immissionsgrenzwerte. Für Orte mit empfindlicher Nutzung (OMEN), wie zum Beispiel Schlaf-, Wohn-, Schul- und Krankenzimmer, haben die Schweizer zusätzlich Anlagegrenzwerte festgelegt. Sie betragen, vereinfacht gesagt, 10 % der elektrischen oder magnetischen Feldkomponente bei Funkanwendungen, bzw. 1 % der Immissionsgrenzwerte für Magnetfelder bei Bahnanlagen und Hochspannungs-Übertragungsleitungen und beziehen sich auf die Immission an einem OMEN, die von derselben Anlage ausgehen. Als Anlage gelten alle Sendeantennen die in einem engen räumlichen Zusammenhang stehen. Die Immissonsgrenzwerte dürfen in der Summe, in die alle Emittenten miteinzubeziehen sind (alle Frequenzen und alle Anlagen), nicht überschritten werden. Somit ist die oft gehörte Behauptung von zehnmal strengeren Schweizer Grenzwerten falsch, denn Anlage- und Immissionsgrenzwerte können bezogen auf den Personenschutz nicht verglichen werden.

### Weitere Grenzwertempfehlungen
Es gibt eine Reihe Empfehlungen für Grenzwerte, die sich nicht ausschließlich an den nachgewiesenen gesundheitlichen Wirkungen orientieren. Sie kommen von Vereinigungen und Strömungen, die der Mobilfunktechnik kritisch gegenüberstehen und Gefahren im Bereich der gültigen Grenzwerte vermuten. Sie geben deshalb eigene Vorsorgewerte heraus. Ein Beispiel ist die ECOLOG-Empfehlung 2003 für UMTS/E-Netz/D-Netz (900–2100 MHz) mit 2 V/m (10 mW/m² = 10.000 µW/m²).
| Norm / Verordnung                                       | Grenzwert  |
| ------------------------------------------------------- | ---------- |
| 26. BImSchV (Verordnung über elektromagnetische Felder) | 5000 V/m   |
| WHO, ICNIRP, IRPA, Strahlenschutzkommission             | 5000 V/m   |
| DIN/VDE 0848 (für die Bevölkerung)                      | 7000 V/m   |
| DIN/VDE 0848 (für den Arbeitsplatz)                     | 20.000 V/m |
| Computernorm TCO (30 cm Bildschirmabstand)              | 10 V/m     |
| Computernorm MPR (50 cm Bildschirmabstand)              | 25 V/m     |